# Kholosa Biyana
Kholosa Biyana, née le 6 septembre 1994, est une footballeuse internationale sud-africaine évoluant au poste de milieu de terrain en équipe d'Afrique du Sud.

## Biographie
En 2013, elle étudie la radiographie à l'Université de technologie de Durban et obtient son diplôme, puis un emploi dans cette activité à l'hôpital Mjanyana au Cap-Oriental. Mais, passionnée de football, elle décide de quitter ce travail pour se consacrer à sa passion et reprendre également des études dans un domaine proche : les sciences du sport à l'Université du KwaZulu-Natal. Elle joue avec l'équipe de l'université.
En 2019, elle figure sélectionnée parmi les 23 joueuses sud-africaines retenues pour participer à la Coupe du monde organisée en France.

## Palmarès
- Vainqueur de la Coupe d'Afrique des nations 2022 avec l'équipe d'Afrique du Sud